# ناحیه اتحادیه کلم، میشیگان
ناحیه اتحادیه کلم (به انگلیسی: Clam Union Township) یک منطقهٔ مسکونی در ایالات متحده آمریکا است که در شهرستان میسوکی واقع شده‌است.
 ناحیه اتحادیه کلم  ۸۸۲ نفر جمعیت دارد و ۳۴۸ متر بالاتر از سطح دریا واقع شده‌است.